# Martofte
Martofte er en landsby på den nordøstfynske halvø Hindsholm, beliggende 5 km nord for Dalby, 15 km nordøst for Munkebo, 27 kilometer nordøst for Odense og 13 km nord for Kerteminde. Landsbyen hører til Kerteminde Kommune og ligger i Region Syddanmark.
Martofte hører til Stubberup Sogn, og Stubberup Kirke ligger i landsbyen Stubberup 2 km sydøst for Martofte. 2 km sydvest for Martofte ligger herregården Scheelenborg. 3 km nordvest for Martofte ligger herregården Brockdorff.

## Faciliteter
Der er indrettet naturbørnehave i det tidligere Dronning Ingrids feriehjem ved Bøgebjerg Skov. Nærmeste skole er Hindsholmskolen i Dalby. Martoftes nedlagte skole i den sydlige ende af landsbyen huser Hindsholm Egnsmuseum og Holmens Hus, der 28. april 2012 blev indviet som et fælles kultur- og aktivitetssted for Hindsholms beboere. Stubberup Sogns Beboerforening, der også er lokalråd for Martofte, har næsten alle sine aktiviteter her. Huset har flere rum, herunder en aula med plads til 100 personer, et fuldt udstyret køkken med service til 50 personer og en gymnastiksal. Martofte har også sit eget forsamlingshus i den nordlige udkant af landsbyen og en lille købmandsforretning. Mange foreninger er fælles for hele Hindsholm. Den lille købmandsbutik er nedlagt idet indehaveren døde i 2017. Bygningen med købmandsbutikken har været til salg siden.

## Historie
Martofte landsby bestod i 1682 af 21 gårde, 11 huse med jord og 6 huse uden jord. Det samlede dyrkede areal udgjorde 530,3 tønder land skyldsat til 132,83 tønder hartkorn. Dyrkningsformen var trevangsbrug.

### Landsbyen
Ved vejkrydset midt i landsbyen findes det gamle bystævne, hvor hver gård har sit nummer, initialer og årstal indhugget i sten, der står i rundkreds omkring et træ. Pga. vejudvidelse er bystævnet flyttet fra sin oprindelige plads.
I 1899 beskrives Martofte således: "Martofte med Skole, Fællesmejeri og Telefonstation;" Målebordsbladene viser desuden en fattiggård og et jordemoderhus. På målebordsbladet fra 1900-tallet er forsamlingshuset også kommet med. Stålbæk Mejeri lå 1 km nord for landsbyen.

### Endestationen
Martofte havde jernbanestation på Odense-Kerteminde-Martofte Jernbane, der blev åbnet fra Odense til Dalby i 1900 og forlænget til Martofte i 1914. Martofte Station havde to perronspor og et læssespor med siderampe og stikspor til enderampe med vognvægt og vejerbod, men som endestation havde den desuden drejeskive, tosporet lokomotivremise, enkeltsporet motorremise, vandtårn og vandkran, kulgård og kulkran, troljespor og opholdsrum til lokomotivpersonalet.
Banen blev nedlagt i 1966. Stationsbygningen er bevaret på Fynshovedvej 522. Fra stationen går en 3½ km lang sti på banens tracé til Hersnapvej nord for Dalby – fra Enghavevej er den asfalteret.